# Carlo Collodi
Carlo Collodi (pravo ime Carlo Lorenzini), italijanski pisatelj, novinar in publicist, * 24. november 1826, Firence, Italija, † 26. oktober 1890, Firence.
Collodi je psevdonim, ki ga je uporabljal od 1856 dalje, povzel po rojstni vasi svoje matere (Angela Orzali). 
Najbolj je znan po delu Ostržek.